# 鹿沢スノーエリア

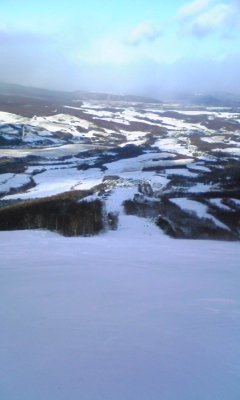
中腹からの眺め。正面は田代湖

鹿沢スノーエリア（かざわスノーエリア）は、群馬県吾妻郡嬬恋村に位置するスキー場。

## 概要
- 湯ノ丸山の支峰の鍋蓋山の北斜面がコースとなっている。1960年代(昭和30年代)頃から存在する「鹿沢ハイランドスキー場」と、隣接して2000年に新設された「カマン鹿沢スノーフィールド」を一体にした中規模スキー場である。そのため、メインとなるハイランドエリアと、高速クワッドリフトがあり練習などに適したカマンエリアに分かれている。ハイランドエリアからカマンエリアへの移動はスピードに乗れない初心者は若干歩行が必要になる。斜面レベル構成は初級30%、中級50%、上級20%程度。
- カマンエリアは2012-2013シーズンから土日祝日・年末年始のみの営業となり、2019-2020シーズンからは閉鎖となった。
- かつてはICS（アイスクラッシュシステム）により10月下旬からオープンしていたが、近年(2018年現在)は人工降雪機により11月下旬オープンとなる傾向である。例年ゴールデンウィークまで滑走可能。
- 近年(2018年時点)の公称晴天率は80%である。トップシーズンは乾雪でパウダースノーが楽しめるが、しばらく降雪がないとバーンが硬くなり、アイスバーンも多くなることもある。
- 山頂からは浅間山、草津白根山、四阿山、軽井沢、菅平高原、白馬連山、飯縄山、妙高山、横手山などが見渡せる。また写真のとおり、眼下に田代湖を見下ろしながら滑走できる。
- 比較的早い時期からICリフト券、NTTドコモのおさいふケータイ、iD、ゲレンデライブカメラなどが導入されている。
- 夏季は「鹿沢ゆり園」として営業していたが、2017年夏をもってゆり園は閉園となった。

## アクセス
- 上信越自動車道東部湯の丸ICから車で30分
- 上信越自動車道小諸ICから車で30分
- 上信越自動車道碓氷軽井沢ICから車で約40分
- 関越自動車道渋川伊香保ICから車で約1時間30分

碓氷軽井沢ICから鬼押ハイウェー(有料)を通るルートがよく使われるが、東部湯の丸IC・小諸ICから長野県道・群馬県道94号東御嬬恋線での来場者も多い(信州湯の丸スキー場を通り抜けての来場となる)。
駐車場は全日無料。

## 設備
| リフト             | ペア6 (カマン第1クワッドリフトは2019-2020シーズンから完全運休) (第3シングルリフトは 土日のみの運行→2014-2015シーズンから完全運休) |
| 駐車場             | 合計収容台数 / 1200台 ゲートオープン / 24時間開門                                                                                 |
| レストラン 休憩所  | レストハウスGORIN ハイランドロッヂ センターハウスカマン                                                                           |
| スクール・レンタル | スキーレンタル ○ スノーボードレンタル ○ ウェアレンタル ○ スキースクール ○ スノーボードスクール                                    |

スキー場近くの鹿沢温泉ではスキーヤーが日帰り入浴できる施設や宿が数軒ある。

## 沿革
- 鹿沢温泉では古くからスキーが行われており、1925年(大正14年)の新聞記事に「鹿澤温泉は学習院その他の学生で賑わっている」との記述がある[2]。
- 1958年(昭和33年) - 新鹿沢温泉 女ヶ渕(女鹿淵、めかぶち)スキー場に、東邦観光開発株式会社により465mのシングルリフトが設置される[注 1][3]。
- 1962年(昭和37年) - このころのスキー場ガイド本によると、女ヶ渕スキー場そばに「五輪スキー場」(ロープトー2基 初心者向け)があった[4]。
- 1963年(昭和38年) - 財団法人国民休暇村協会(現 一般財団法人休暇村協会)により鹿沢スキー場に322m, 437mのシングルリフトが設置される[3]。
- 1965年(昭和40年) - 鹿沢高原観光開発株式会社により新鹿沢スキー場(鹿沢高原スキー場)に369mのシングルリフトが設置される[5]。
- 1978年(昭和53年) - このころ鹿沢温泉・新鹿沢温泉エリアには、村上山スキー場(ロープトー1基)、国民休暇村鹿沢スキー場(シングルリフト2基)、新鹿沢スキー場(鹿沢高原スキー場)(シングルリフト1基)、女ヶ渕スキー場(シングルリフト1基)があった[6]。新鹿沢スキー場(鹿沢高原スキー場)を五輪観光株式会社が譲受、鹿沢ハイランドスキー場となる[7]。
- 1985年(昭和60年) - このころまでに鹿沢ハイランドスキー場はリフト5基の規模となっている[7]。
- 1996年(平成8年) - 1995-1996シーズンを最後に国民休暇村鹿沢スキー場が営業を休止し、鹿沢エリアのスキー場は鹿沢ハイランドスキー場のみとなる。
- 2000年(平成12年) - 2000-2001シーズンから五輪観光株式会社がカマン鹿沢スノーフィールドを開業。「カマン」は英語で「共有」の意で、スキーヤーらが白銀の世界を共有してほしいという願いを込めたもの、という説明であった[8][注 2]。当初からリフト券は共通化されていた(エリア券はなかった)。このころリフト券は1回券、1・2・3・4・6時間券、1日券、2日券と、非常に細かい設定の時間券があった。
- 2001年(平成13年) - 2001-2002シーズンから鹿沢スノーエリアと呼称するようになった。
- 2012年(平成24年) - スキー人口減などのため売り上げが落ち込んでおり、会社清算準備のため事業を切り離して新生「五輪観光」を設立し、スキー場等の経営はそちらに引き継ぐ。旧五輪観光は「アサヒ商事」に社名変更[9]。2012-2013シーズンから、カマンエリアは土日祝日・年末年始のみの営業となった。
- 2013年(平成25年) - 6月、「アサヒ商事」が特別清算開始決定を受ける。負債額約12億円[9]。
- 2014年(平成26年) - 2014-2015シーズンから、第3リフトが運休となった。
- 2017年(平成29年) - 2017-2018シーズンから、530mだった第2ダブルリフトを延長して680mとした(前シーズンから、ポールバーンスタートハウス付近に中間駅新設)。
- 2019年(平成31年/令和元年) - 2019-2020シーズンパンフレットのゲレンデマップでは第3シングルリフトの記載が消え、カマン第2ダブルリフトが「第8ダブルリフト」、カマンCコースが「リリーフCコース」に改名されている[注 3]。カマンエリアは閉鎖となった。10月、令和元年東日本台風（台風19号）によりゲレンデ・施設の一部、また周辺道路も被害を受け開業が危ぶまれたが、懸命な復旧作業により群馬県内スキー場のトップを切って11月23日に営業を開始した[10]。2019-2020シーズンは5月6日までの営業予定としていたが、新型コロナウイルス感染症対策のため4月29日で営業終了した[注 4]。
- 2020年(令和2年) - 2020-2021シーズンも例年のように5月ゴールデンウィークまでの営業を予定していたが融雪が早く、4月25日(日曜)で営業終了となった。